# Ewald Hering
Pour les articles homonymes, voir Hering.
Karl Ewald Konstantin Hering (5 août 1834 – 26 janvier 1918) est un physiologiste saxon qui écrivit principalement dans les domaines de la vision des couleurs et de la perception de l'espace.
Élève, à l'université de Leipzig, de Ernst Heinrich Weber, Gustav Theodor Fechner, Otto Funke (de) et Julius Victor Carus, Hering s'opposa vigoureusement à Hermann von Helmholtz à propos de la vision, et plus tard à Fechner à propos des lois de la psychophysique.

## Théorie de la couleur
Hering développe une théorie des couleurs basée sur les oppositions deux à deux entre des couleurs élémentaires. Parmi les champs chromatiques, certains connaissent des transitions progressives, tandis que d'autres sont incompatibles. Ainsi, on passe insensiblement du rouge au jaune ou du vert au bleu ; mais il n'existe ni « bleu tirant sur le jaune », ni « rouge verdâtre ». Ces couples d'incompatibles sont pour Hering les éléments de base de la vision. L'esprit situe une teinte sur trois axes :
- l'axe des valeurs ou de la luminosité, entre le noir et le blanc ;
- l'axe bleu-jaune;
- l'axe vert-rouge.

Hering se trouva donc en désaccord avec la théorie dominante développée principalement par Thomas Young et Hermann von Helmholtz, basée sur la physiologie de la rétine, selon laquelle la perception colorée s'exprime directement par les niveaux perçus de trois couleurs primaires : rouge, vert et bleu. Bien que la théorie dominante ait produit des résultats pour la colorimétrie et la synthèse des couleurs, celle de Hering n'en est pas moins valide pour ce qui est des aspects psychophysiques et cognitifs de la perception.
La théorie des couleurs de Hering, ancrée dans une étude psychophysique des perceptions colorées, et familière aux praticiens de la couleur, a servi de base à l'atlas des couleurs du système NCS.
Les recherches plus récentes sur la physiologie de la vision ont établi que les cellules ganglionnaires de la rétine qui regroupent les axones des cônes agglomèrent les influx des cônes avant de les transmettre aux éléments suivants du système visuel. La somme des influx issus des cônes M et L constitue la perception achromatique de la luminosité ou des valeurs (selon le lexique choisi) sur l'axe noir-blanc de la conception de Hering. Leur différence produit un signal plaçant la perception sur l'axe vert-rouge et la différence entre les cônes type S et la somme des cônes type M et L — luminosité — crée un signal plaçant la perception sur l'axe jaune-bleu.

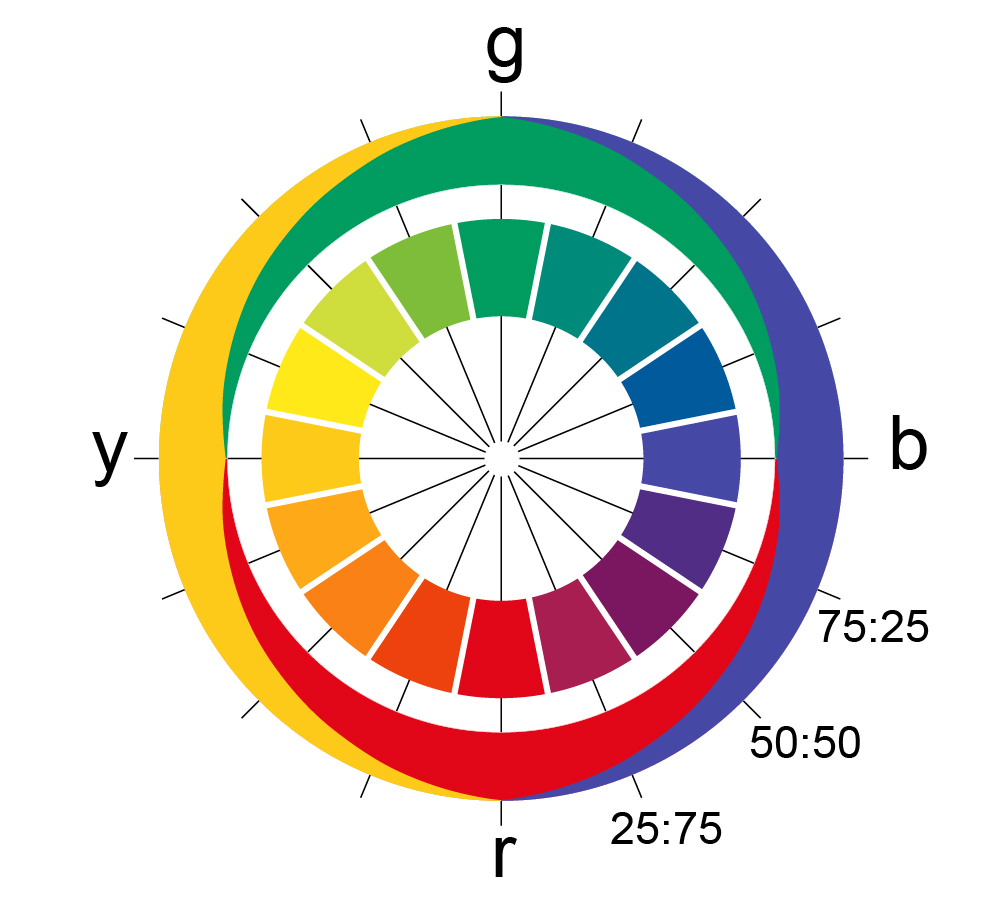
Roue de couleur d'Ewald Hering

## Rémanence visuelle
Hering a également expliqué le principe de rémanence. Lorsqu'on fixe un espace fortement coloré pendant un certain temps, et qu'on supprime le stimulus (par exemple en éteignant la lumière ou en fermant les yeux), on perçoit une couleur qui est la complémentaire de celle du stimulus supprimé.

## Perception binoculaire
Une autre des spécialités de Hering était la perception binoculaire. Il est à l'origine de la loi de direction visuelle de Hering. Cette loi décrit la direction perçue d'un point en fonction de la direction de ce point dans chaque œil.

## Mouvements oculaires
Hering était considéré comme le plus grand spécialiste des mouvements oculaires de son époque. Il a entre autres décrit la loi d'égale innervation de Hering. Selon cette loi, les mouvements des deux yeux sont nécessairement égaux en amplitude mais pas en direction. Les mouvements binoculaires peuvent donc être séparés entre mouvements conjonctifs (par exemple saccade ou poursuite), au cours desquels les deux yeux bougent dans la même direction, et mouvements disjonctifs (par exemple mouvements de vergence), au cours desquels les yeux se déplacent dans des directions opposées.

## Illusion de Hering
Dans l'illusion de Hering le faisceau de lignes convergentes fait percevoir comme arquées les deux parallèles.

Illusion de Hering